# Guglielmo Del Bimbo
Guglielmo Del Bimbo   (Liorna, 20 d'octubre de 1903 - valor desconegut, 3 de novembre de 1973) va ser un remer italià que va competir durant les dècades de 1920 i 1930.
El 1932 va prendre part en els Jocs Olímpics de Los Angeles, on guanyà la medalla de plata en la competició del vuit amb timoner del programa de rem. Quatre anys més tard, als Jocs de Berlín, revalidà la medalla de plata en la prova del vuit amb timoner.
En el seu palmarès també destaquen quatre medalles al Campionat d'Europa, una d'or i tres de plata, així com nombrosos campionats nacionals.